# Oleg Penkovski
Oleg Vladímirovitx Penkovski (rus: Олег Влади́мирович Пенько́вский) (Vladikavkaz, 23 d'abril de 1919-Moscou, 16 de maig de 1963), també conegut sota el pseudònim Agent Hero (en anglès, Agent Heroi), fou un coronel del servei d'intel·ligència militar soviètic (GRU) entre el final de la dècada del 1950 i principis de la dels 1960. L'any 1962 va alertar Occident que l'URSS estava instal·lant míssils nuclears a Cuba, donant per començada la coneguda crisi dels míssils de Cuba. El pseudònim d'Agent Hero es deu als documents des-classificats de la CIA. Quan Penkosvki va presentar la carta el 1960 als britànics amb la qual alertava que els soviètics estaven molt endarrerits en la cursa de la bomba nuclear però que tenien la intenció un atac a gran escala, es va reunir a Londres en un hotel amb el servei d'intel·ligència britànic (MI6) el qual va enregistrar la conversa, que després va transcriure i arxivar amb el nom en clau “Agent Hero”. En dita transcripció Penkovski apel·lava a l'assassinat comunista del seu pare i a la voluntat d'una democràcia per a la humanitat com a motius del seu canvi de bàndol.
A través d'una primera carta va fer saber al servei d'intel·ligència britànic (MI6) que volia treballar pel bàndol capitalista. En la primera reunió en secret que va tenir amb el MI6 explicà que ho feia perquè volia «democràcia per a la humanitat» i «venjar la mort del seu pare» que havia mort després que els comunistes l'assassinessin. La conversa va ser enregistrada sense que ho sabés i després transcrita per la CIA. El resultat final va ser desat en els arxius amb el nom en clau «Agent Hero» i és així com se'l coneix avui. El treballava concretament per al KGB (del rus Comitè per la Seguretat de l'Estat, és a dir, l'agència de seguretat de l'URSS). Quan Castro arriba al poder a Cuba la crisi entre els dos blocs s'intensifica. És en aquest precís moment en què els britànics i els americans l'utilitzen i aquest els dona informació més que valuosa. L'any 1961, mentre els soviètics comencen a construir el mur, ell dona detalls sobre els coets fotografiant manuals... Un bon dia el KGB decideix controlar els ambaixadors de l'URSS als països capitalistes europeus. Precisament Penkovski feia d'ambaixador quan volia parlar directament amb els serveis d'intel·ligència britànics o americans. Gràcies a aquest control descobreixen que Penkovski els ha traït. Li fan confessar i, com que no vol morir, decideix proposar-se com a «triple agent», és a dir, treballa pel KGB fent creure als americans que treballa per ells, que no saben que ha canviat un altre cop de bàndol. Però ja és massa tard, ja ha donat informació molt important. Ha informat els EUA que Nikita Khrusxov està instal·lant míssils nuclears a Cuba per atacar a gran escala. Els americans s'adonen que ha estat descobert pels comunistes i llavors l'abandonen. Al mes de maig del 1963 és condemnat a pena de mort pels soviètics.